# 서울신남초등학교
서울신남초등학교는 대한민국 서울특별시 양천구에 있는 공립 초등학교이다.

## 학교 연혁
- 1983년 10월 24일 : 개교
- 2023년 10월 24일 : 개교 40주년

## 참고 자료
- 서울신남초등학교 - 한국교육학술정보원 학교알리미